# Cala Chicota
Cala Chicota ist eine Ortschaft im Departamento Potosí im südamerikanischen Andenstaat Bolivien.

## Lage im Nahraum
Cala Chicota liegt in der Provinz Charcas und ist der zweitgrößte Ort im Cantón Micani im Municipio San Pedro de Buena Vista. Die Ortschaft liegt auf einer Höhe von 3991 m am Oberlauf eines linken Nebenflusses des Río Chayanta.

## Geographie
Cala Chicota liegt im zentralen westlichen Abschnitt der bolivianischen Cordillera Central, die sich als Teil der östlichen Anden-Kette zwischen dem Altiplano im Westen und dem bolivianischen Tiefland im Osten erstreckt. Das Klima der Region ist ein typisches Tageszeitenklima, bei dem die mittleren Temperaturen im Tagesverlauf stärker schwanken als im Jahresverlauf.
Die Jahresdurchschnittstemperatur im langjährigen Mittel liegt bei etwa 4 °C (siehe Klimadiagramm Colquechaca), die Monatswerte bewegen sich zwischen 0 °C im Juni/Juli und 6 °C von November bis Januar. Die jährliche Niederschlagsmenge beträgt 460 mm, von Mai bis August herrscht eine Trockenzeit von monatlich weniger als 5 mm Niederschlag, während die Niederschlagshöhe im Januar und Februar etwa 100 mm erreicht.

## Verkehrsnetz
Cala Chicota liegt in einer Entfernung von 225 Straßenkilometern nördlich von Potosí, der Hauptstadt des Departamentos.
Von Potosí aus führt die Nationalstraße Ruta 1 in nordwestlicher Richtung bis Cruce Culta (früher: Ventilla) und weiter über Oruro Richtung La Paz und den Titicaca-See. In Cruce Culta zweigt eine unbefestigte Landstraße nach Norden ab und erreicht nach 38 Kilometern die Ruta 6, zwei Kilometer nördlich der Ortschaft Macha. Von Macha aus führt eine unbefestigte Landstraße nach Nordosten den Río Jachcha Kallpa aufwärts, überquert den Fluss nach acht Kilometern und erreicht nach insgesamt 20 Kilometern das 600 Meter höher gelegene Colquechaca. Von dort führt eine Straße in anfangs westlicher, später nordwestlicher Richtung in das 20 Kilometer entfernte Colca Pampa. Nach der Überquerung des Río Chayanta und dem erneuten Aufsteigen auf die Hochfläche erreicht die Straße nach weiteren 30 Kilometern bei Esquencachi einen Abzweig in das fünf Kilometer weiter östlich gelegene Cala Chicota.

## Bevölkerung
Die Einwohnerzahl der Ortschaft ist für die letzte Volkszählung von 2012 mit 237 Einwohnern angegeben. Für vorherige Volkszählungen liegen keine Daten vor:
| Jahr | Einwohner         | Quelle       |
| ---- | ----------------- | ------------ |
| 1992 | keine Detaildaten | Volkszählung |
| 2001 | keine Detaildaten | Volkszählung |
| 2012 | 237               | Volkszählung |
| 2024 |                   | Volkszählung |